# Buslijn 56 (Vlaardingen)
Buslijn 56 is een buslijn in Vlaardingen, die wordt geëxploiteerd door de RET. De lijn rijdt van Vlaardingen West via de Westwijk, het Liesveldviaduct (centrum), Vlaardingen Oost en Holy naar Holy-Noord bij de begraafplaats Holy. De lijn is een zogenaamde frequentbus (tegenwoordig 6-4-2 bus).

## Geschiedenis

### Lijn I en 38
Begin jaren 1950 bestond in Vlaardingen een stadsbuslijn met de lijnletter I van station Vlaardingen Centrum en dan een rondje reed door de, toen nog niet zo grote, stad en weer terug naar het station reed. Op 1 november 1953 werd de lijn vernummerd in lijn 38 om in 1955 weer te verdwijnen.

### Lijn 56

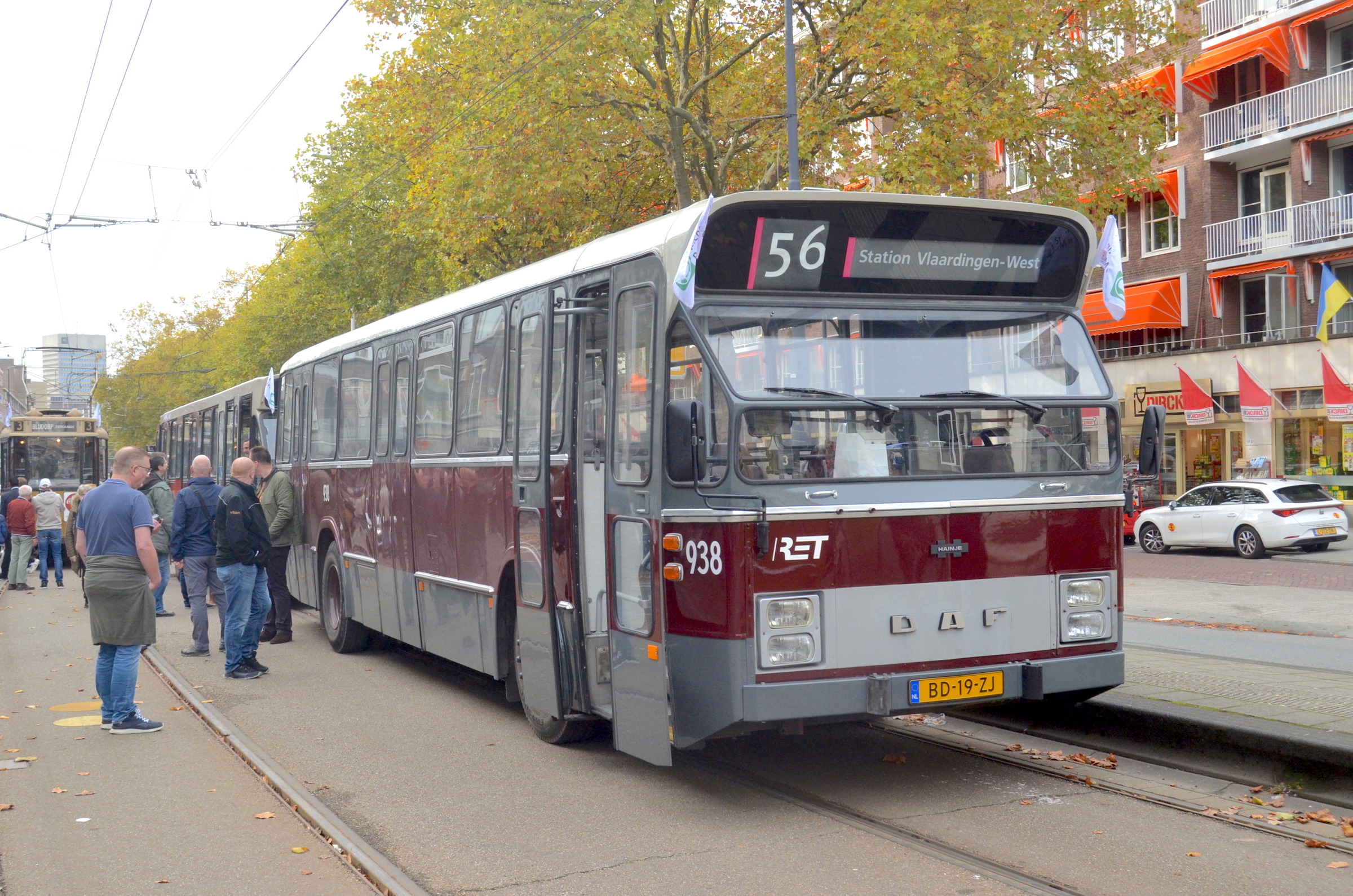
Museumbus CSA-1 938 ingefillmd als lijn 56

Op 24 februari 1958 werd opnieuw een stadsbuslijn ingesteld, lijn 56 die als een ringlijn door Vlaardingen reed vanaf het station Vlaardingen. Al in 1964 werd de lijn verlengd via Station Vlaardingen Oost in de richting van de nieuwbouwwijk Holy. In de jaren '60 en '70 werd de lijn verder verlengd naar de uitbreiding maar ook werd de lijn verlengd naar de nieuwbouw in de Westwijk, waar de lijn in 1969 zijn eindpunt kreeg bij Vlaardingen West. De huidige route van lijn 56 bestaat sinds 4 november 2019, toen de lijn niet meer via Vijfsluizen ging rijden.

### Lijn 156
Lijn 156 rijdt tussen Vlaardingen West en Holy Noord dezelfde route als lijn 56 waarna via Holy Zuid naar het eindpunt in Holy Noord wordt gereden. Op het gezamenlijke traject rijden lijn 56 en 156 om en om. 